# 1286
Cette page concerne l'année 1286  du calendrier julien. Pour l'année 1286 av. J.-C., voir 1286 av. J.-C.
L'année 1286 est une année commune qui commence un mardi.

## Événements
- 24 juin : Henri II de Chypre prend Acre aux Angevins. La citadelle lui est remise le 29 juin[1].
- 15 août : couronnement de Henri II de Chypre, roi de Jérusalem (fin en 1291)[2].

- Le roi de Dongola Chékander s’oppose au sultan du Caire en faisant exécuter l’ambassadeur qu’il envoyait au royaume d’Aloa. Le sultan Qala'ûn réagit en faisant monter Chémamoun sur le trône de Dongola, favorable aux musulmans[3]. Celui-ci se montre d’abord leur allié fidèle, mais bientôt essaie de reprendre son indépendance. L’armée égyptienne envahit deux fois son royaume (1287 et 1289[4]). Chaque fois qu’elle se retire, Chémamoun revient à Dongola et s’y maintient jusqu’à sa mort.
- Le marin génois Benedetto Zaccaria poursuit jusqu’à Tunis des pirates pisans[5].
- Le roi Kertanagara de Singasari à Java offre en présent une statue du bodhisattva Amoghapasa Lokesvara à son vassal le roi Tribuanaraja de Dharmasraya à Sumatra[6].

### Europe
- 6 janvier : sacre de Philippe le Bel comme roi de France à Reims[7].
- 1er février[8] : Rodolphe Ier de Habsbourg inféode le duché de Carinthie à Meinhard II, comte de Tyrol pour services rendus.
- 2 février : Jacques le Juste est couronné roi de Sicile à Palerme[9]. Il est excommunié une seconde fois le 3 mai[10].
- 7 mars : Giovanni Balbi termine à Gênes Summa grammaticalis quae vocatur catholicon, dit aussi Catholicon, premier dictionnaire latin dans un ordre strictement alphabétique[11].
- 11 avril : Marguerite de Norvège, petite-fille du roi Alexandre III d'Écosse et fille du roi de Norvège, alors âgée de quelques mois, est reconnue reine d'Écosse par les États du royaume assemblés à Scone (jusqu'en 1290)[12].
- 13 mai : Édouard Ier d'Angleterre débarque en Ponthieu pour se rendre à Paris. Il reste sur le continent jusqu'au 12 août 1289[13].
- 29 mai : Édouard Ier est à Paris. Il rend hommage au roi de France[13].
- 14 mai : première réunion des États de Provence à Sisteron[14].
- 14 août[15] : convention de Paris entre la France et l’Angleterre sur le Quercy et la Saintonge, qui passent au domaine royal français[13].
- 22 novembre : assassinat d'Erik Klipping[16]. Début du règne de Erik VI Menved (1274-1319), roi de Danemark.

- La Hanse établit un comptoir à Novgorod[17].

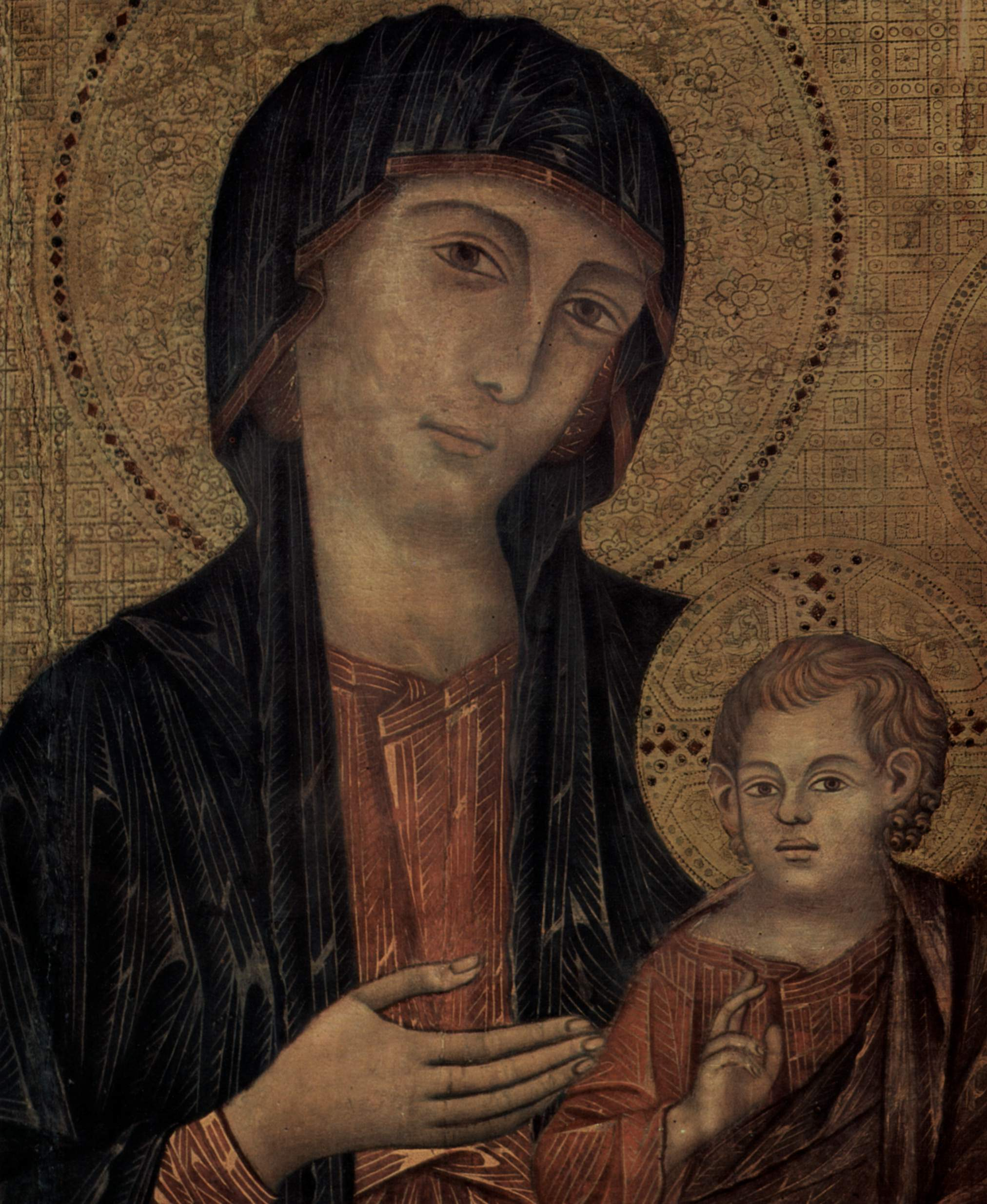
Vierge au trône de Cimabue, détail, Galerie des Offices.